# Перегони дронів

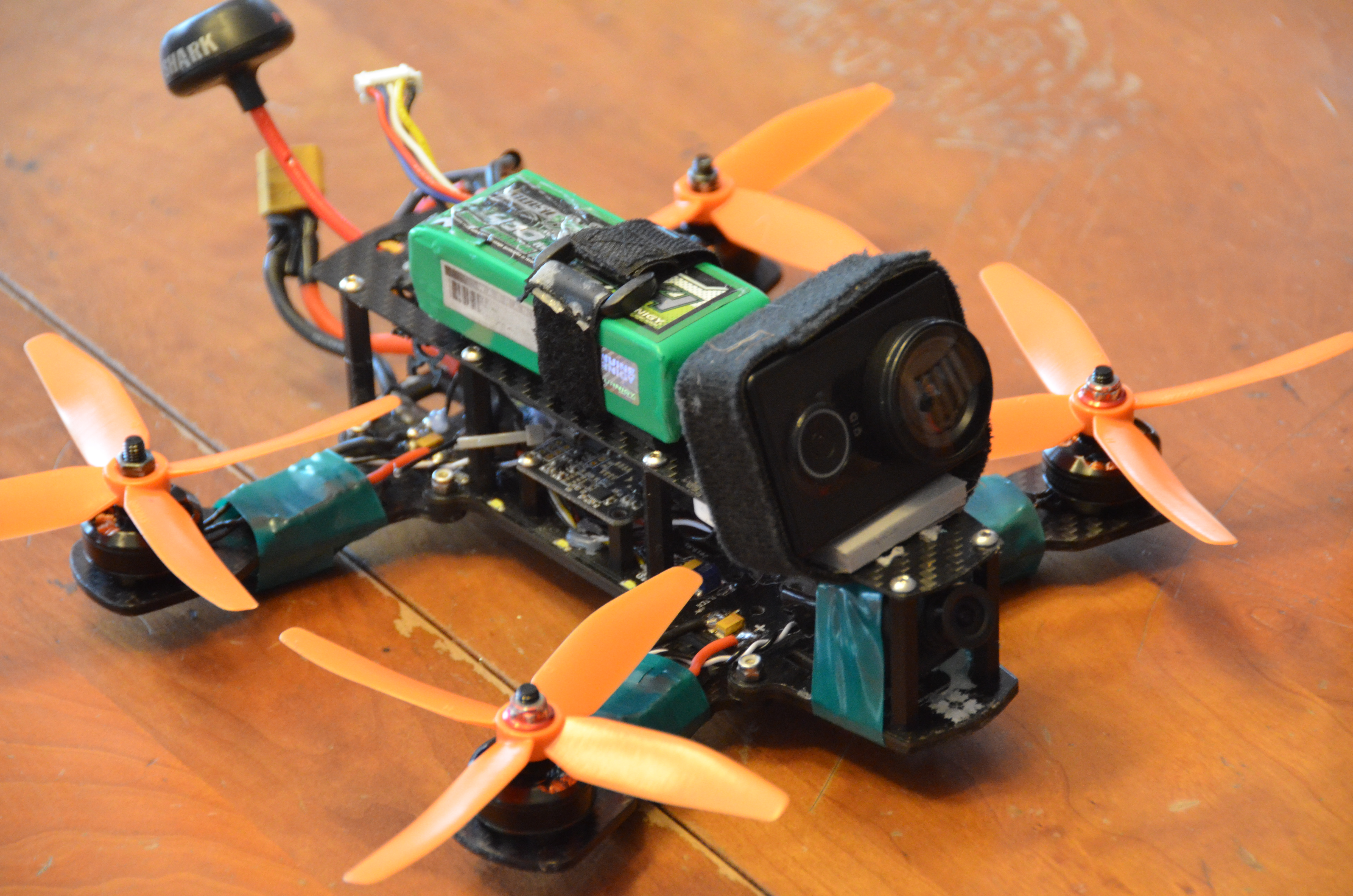
Типовий квадрокоптер для FPV гонок з діагоналлю 220 мм.

FPV Racing (англ. First Person View Racing, вільний переклад: перегони від першої особи), іноді також перегони FPV дронів, зазвичай англійською мовою просто перегони дронів, — це автоспорт, у якому учасники використовують безпілотні літальні апарати (зазвичай маленькі квадрокоптери), політ гонки. На них встановлені камери, відеозображення з яких передається у реальному часі безпосередньо на відеоокуляри учасників. Мета - пройти гоночну трасу якомога швидше. Перегони FPV дронів почали практикуватись як аматорський вид спорту в Австралії в 2014 році.

## Технологія FPV перегонів
FPV (First Person View) означає, що пілот бачить лише те, що записує камера літака. Для цього зображення фіксується так званою аналоговою FPV камерою, встановленою на передній частині дрона, за допомогою радіохвиль через антену, яка як правило, розташована в задній частині дрона (зазвичай з частотою 5,8 ГГц або 2,4 ГГц), що передається на відеоокуляри. Технологія для цього є відносно новою і постійно вдосконалюється. У той час як відеоокуляри початкового рівня з мінімальними функціями вже доступні відносно недорого, окуляри вищої якості можуть мати додаткові функції, наприклад вхід HDMI, вставки для діоптрійної компенсації лінз або Head-Tracking.
По суті, будь-який дрон може бути використаним для гонок, але є обмеження в залежності від ліги. Наприклад, Drone Racing League (DRL) розробляє всі квадрокоптери сама, а також надає пілотам потрібні для перегонів резервні дрони та запасні частини.
Натомість, у MultiGP пілоти використовують власні квадрокоптери, які потім поділяються на класи відповідно до продуктивності та розміру.
В основному безпілотники розроблені таким чином, щоб вони могли літати та розвертатися якомога швидше, водночас залишаючись максимально ударостійким. Натомість квадрокоптери для фотографії побудовані так, щоб вони могли зависати максимально стабільно. Більшість безпілотних літальних апаратів, які використовуються для перегонів, мають чотири потужні двигуни, щоб виробляти якомога більшу тягу, і каркас із армованого вуглецевим волокном пластику, щоб бути якомога легшим, але достатньо міцним, щоб витримати аварії. Швидкість квадрокптерів під час перегонів іноді сягає понад 200 км/год, тому від пілотів вимагається швидка реакція та величезна майстерність.

## Траси
Траси в таких лігах як Drone Racing зазвичай розроблені так, щоб їх було якомога складніше проходити - вони складаються з багатьох вузьких воріт, тунелів і звивистих ділянок; вони часто затемнені або ж мають навмисно розташовані яскраві ліхтарі, щоб заплутати учасників.
Траси інших ліг, як-от Національний чемпіонат США з перегонів безпілотників, є більш відкритими, а тому перешкод там менше і вони є простішими.
Організація MultiGP, у свою чергу, встановлює певні правила щодо того, як місцеві асоціації можуть організовувати свої курси. Окрім того, організація також пропонує стандартизовані курси, які проводяться протягом обмеженого періоду часу, що означає, що польоти можна порівнювати в усьому світі та ранжувати в глобальному рейтинговому списку.
По суті, всі ліги мають різні курси та правила. DRL як добре фінансована організація може дозволити собі складніші траси з більшою кількістю перешкод, оскільки вони також можуть ремонтувати дрони, пошкоджені під час перегонів. Пілоти, які керують власними квадрокоптерами, рідше ризикують.

## Організації
Існують різноманітні світові організації, які запроваджують різні правила для чесної конкуренції між пілотами:
- Fédération Aéronautique Internationale (FAI) – як глобальна авіаційна асоціація, Міжнародна аеронавігаційна федерація відповідає за всю діяльність у сфері авіації, включаючи перегони безпілотників. Вона також організовує чемпіонат світу з перегонів безпілотників FAI. Гонки на мультикоптері належать до класу F3U. [7]
- European Rotor Sports Association (ERSA) – європейське некомерційне товариство, яке займається поширенням FPV спорту в Європі, а також організовує Кубок Європи. [8]
- MultiGP – ця комерційна компанія організовує перегони по всьому світу та має 30 000 членів і 500 місцевих асоціацій одного з найбільших організаторів гонок FPV. [9]
- Drone Champions League (DCL) – прибуткова компанія, яка організовує гонки в різних місцях. У 2018 році гонки пройшли в Німеччині (Мюнхен), Іспанії (Мадрид), Китаї (Сіматаї), Бельгії (Брюссель) та Швейцарії (Рапперсвіль). Серед спонсорів Breitling, Red Bull, Trilux та інші.[10][11]
- Drone Racing League (DRL) – комерційна медіа-компанія, яка організовує гонки по всьому світу у відомих місцях з найкращими пілотами. [12] Перегони намагаються влаштувати максимально видовищно для масової аудиторії.

## Минулі важливі заходи
- 2015 US Fat Shark National Drone Racing Championships, Каліфорнія – перша з щорічних FPV гонок ,що проводиться в Сполучених Штатах на стадіоні під час  державного ярмарку в Каліфорнії. Загальна сума призів склала 25 000 доларів США, за яку змагались понад 100 пілотів. Чед Новак, австралійський пілот, виграв усі три змагання: гонку на час, командні змагання та змагання з фрістайл-трюків. Він отримав титул національного чемпіона 2015 року з гонок безпілотників.[13][14][15]
- World Drone Prix, Дубай – на сьогодні найбільші та найприбутковіші змагання з призами, що досягають 1 мільйона доларів. [16]
- 2016 US National Drone Racing Championships Presented by GoPro New York – другий захід Національного чемпіонату США з дрон-рейсингу, який цього разу відбувся на острові Гавернорс у Нью-Йорку. За приз у розмірі 57 тисяч доларів змагалися 145 пілотів. [17][18][19]
- 2016 MultiGP National Championships, Індіана – друга гонка, MultiGP, де понад 100 пілотів змагалися за головний приз у розмірі 15 000 доларів США. [20][21]
- Чемпіонат світу з перегонів дронів у 2016 проходив з 20 по 22 жовтня на ранчо Куалоа на острові Оаху на Гаваях, США. Було вручено призи на суму 200 000 доларів США.[22] [23]